# Antonio Longás
Antonio Longás Ferré (Saragozza, 24 agosto 1984) è un ex calciatore spagnolo, di ruolo centrocampista.